# Sushil Kumar
Sushil Kumar (ur. 26 maja 1983 w Delhi) – indyjski zapaśnik startujący w stylu wolnym, trzykrotny olimpijczyk, srebrny i brązowy medalista olimpijski, mistrz świata.
Największym jego sukcesem jest srebrny medal igrzysk olimpijskich w Londynie w 2012 w kategorii 66 kg i brązowy igrzysk w Pekinie w 2008 w kategorii do 66 kg i czternasty w Atenach 2004 w wadze 60 kg. Zdobył również złoty medal mistrzostw świata w Moskwie oraz mistrzostwo Azji w 2010. Zdobył brązowy medal igrzysk azjatyckich w 2006 i czternasty w 2018 roku.
Trzykrotny triumfator w igrzyskach wspólnoty narodów (2010, 2014 i 2018), a pięć razy wygrał mistrzostwa wspólnoty (2003, 2005, 2007, 2009 i 2017).
Absolwent Chaudhary Charan Singh University w Meerut.
- Turniej w Atenach 2004

Pokonał Bułgara Iwana Dżorewa i przegrał z Kubańczykiem Yandro Quintaną
- Turniej w Pekinie 2008

Wygrał z Amerykaninem Dougiem Schwabem, Białorusinem Albertem Batyrowem i Leonidem Spiridonowem z Kazachstanu i uległ Ukraińcowi Andrijowi Stadnikowi.
- Turniej w Londynie 2012

Zwyciężył Turka Ramazana Şahina, Uzbeka Ixtiyora Navrozova i Kazacha Akżüreka Tangatarowa. Przegrał z Japończykiem Tatsuhiro Yonemitsu.
W roku 2005 został laureatem nagrody Arjuna Award.